# Inversori di spinta

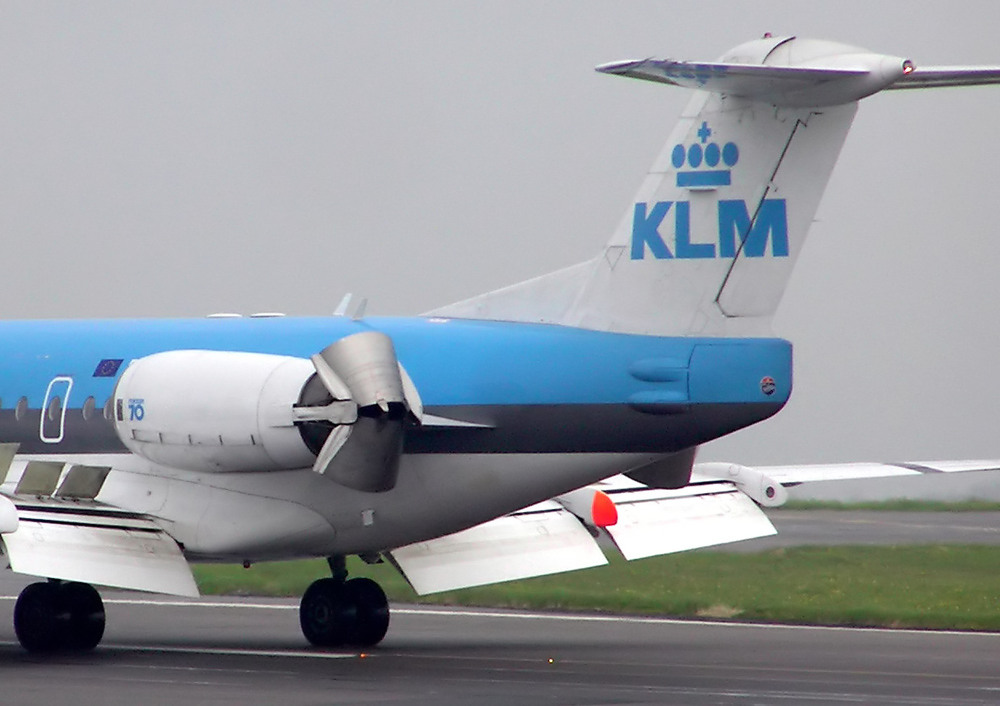
Un Fokker F70 della KLM con gli inversori di spinta in funzione.

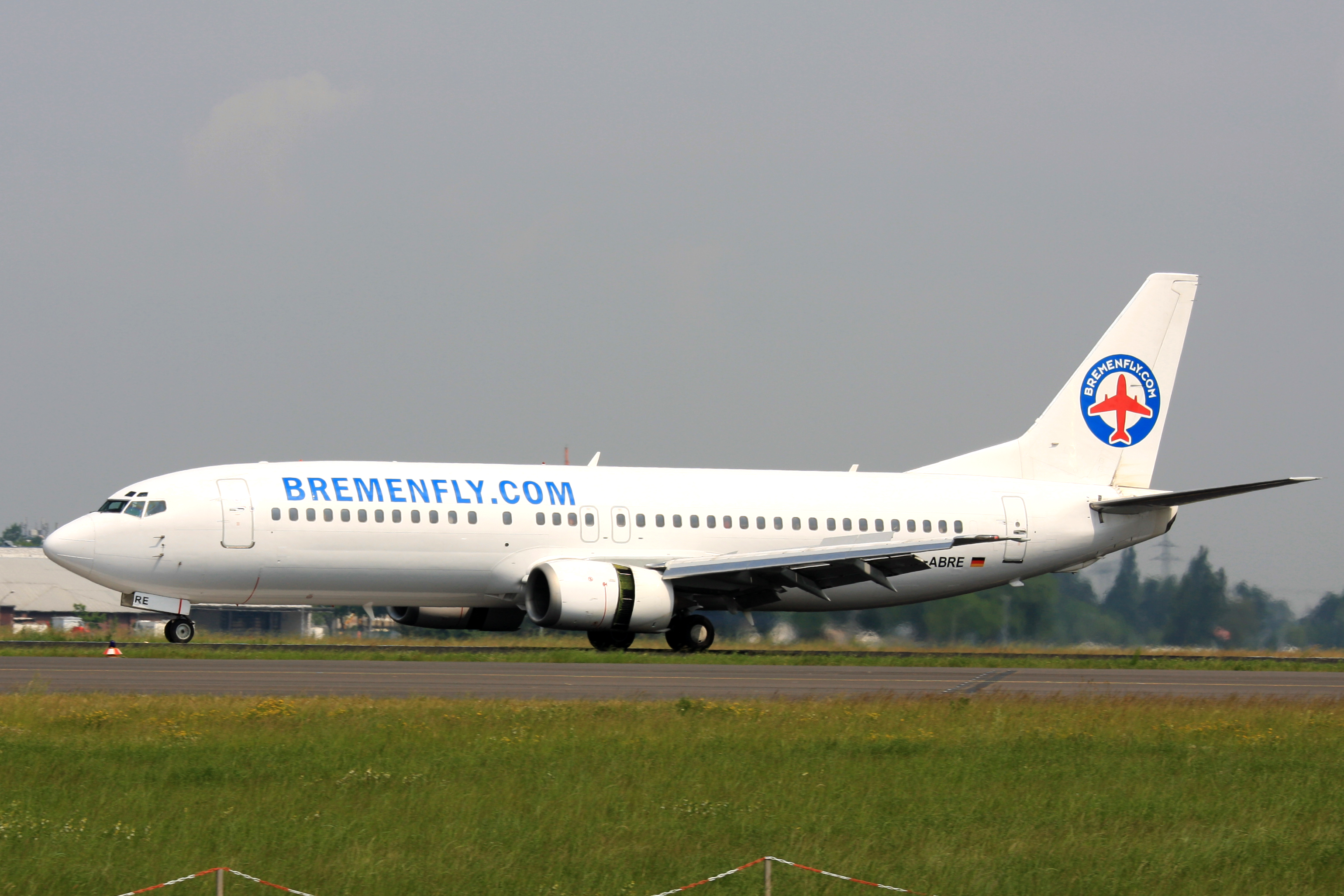
Un Boeing 737 della Bremenfly con gli inversori di spinta in funzione.

Gli inversori di spinta costituiscono un meccanismo di frenata impiegato sugli aerei caratterizzati da grandi dimensioni o da elevate velocità di atterraggio. Gli inversori di spinta svolgono, insieme agli aerofreni ed ai freni meccanici, un ruolo determinante nell'arresto di un velivolo durante l'atterraggio.

## Tipologie e funzionamento
I meccanismi di inversione della spinta possono essere applicati sia ai velivoli dotati di turboreattori, sia agli aerei ad elica, e in special modo a quelli con propulsione a turboelica.

### Motori a getto
Nell'ambito dei motori a getto esistono diversi tipi di inversori di spinta, classificati a seconda della morfologia delle strutture impiegate per deviare il flusso dei gas di scarico. Tali strutture possono assumere varie forme, venendo ad assomigliare a una corolla di petali, alle valve di una conchiglia o semplicemente a una sezione cilindrica della navicella che alloggia il motore, la quale viene traslata all'indietro quando si attiva l'inversione di spinta.
Il compito degli inversori di spinta è quello di dirottare il getto di gas in uscita dal motore contrariamente alla direzione del moto, in modo che la spinta anziché muovere in avanti l'aereo funga da freno. Il loro funzionamento si basa su dei tegoli metallici resistenti al calore e opportunamente sagomati che, venendo immersi nel getto di gas per azione di attuatori (spesso di tipo pneumatico), lo deviano invertendone la direzione. La temporanea inversione della direzione in cui vengono eiettati i gas di scarico del motore, che fa sì che vengano espulsi in avanti anziché indietro, produce una cospicua azione frenante (in genere dell'ordine della metà della massima spinta erogata dal motore in condizioni normali). Il loro utilizzo contribuisce in misura rilevante a ridurre lo spazio totale d'arresto, che altrimenti avverrebbe con una percorrenza di pista semplicemente eccessiva, specialmente nel caso dei grossi aerei di linea e dei caccia ad alte prestazioni. In casi molto rari, gli inversori di spinta sono usati per permettere all'aeroplano di muoversi all'indietro nelle operazioni di taxiing senza l'ausilio di un traino.
I motori a getto hanno un regime minimo di rotazione, necessario affinché il motore non si spenga, che produce comunque una spinta rilevante, la quale impedirebbe all'aeromobile di atterrare in spazi ristretti. Senza gli inversori, inoltre, la frenata sarebbe lasciata alla sola azione dei freni meccanici, che dovrebbero dissipare in calore tutta l'energia cinetica dell'aeromobile, con evidenti problemi di dimensionamento dei freni stessi.
Solitamente esistono dei meccanismi di sicurezza che permettono agli inversori di entrare in funzione solo a condizione che tutti i carrelli siano a contatto con la pista, in modo da evitare un loro azionamento accidentale in volo.
L'efficacia degli inversori è particolarmente elevata ad alta velocità, e per questa ragione sono disponibili immediatamente dopo il contatto del carrello principale con la pista. A bassa velocità il loro utilizzo potrebbe causare fenomeni di ingestione da parte dei motori di oggetti estranei eventualmente presenti sul terreno (FOD ingestion), ed è quindi evitato o comunque limitato alla minima intensità.

### Motori ad elica

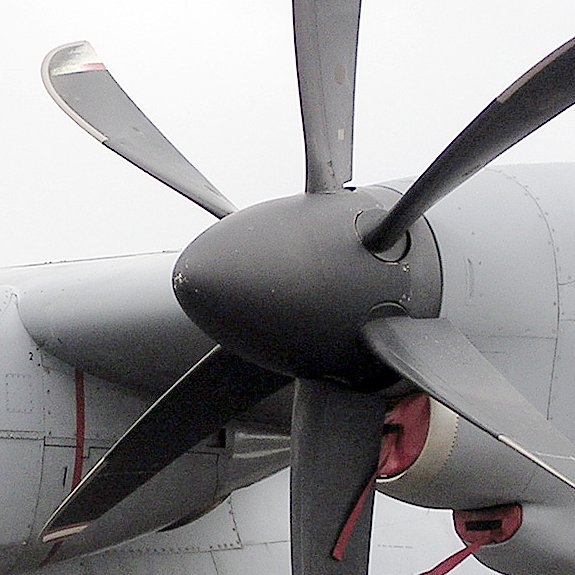
L'elica a passo variabile di uno dei quattro motori a turboelica di un Lockheed C-130 dell'USAF.

Nel caso degli aerei ad elica, l'inversione della spinta è messa in opera per mezzo di una variazione del passo dell'elica tale da far assumere alle pale un calettamento negativo.
La maggior parte degli aerei a turboelica è dotata di sistemi di variazione del passo dell'elica, impiegati per massimizzare l'efficienza con cui l'elica stessa assorbe la potenza del motore a tutte le velocità e in tutte le condizioni di volo. L'inclinazione delle pale (che a regime di volo normale varia nell'ambito di angoli positivi) può essere portata ad angoli negativi, con l'effetto di invertire la direzione della spinta prodotta dall'elica.
In nessun caso, comunque, né con motori a getto né con motori a elica, l'inversione della spinta si basa su un'inversione della rotazione dell'albero motore.

## Storia
Per quanto riguarda i motori a pistoni azionanti un'elica, l'idea di invertirne il passo per produrre un'azione frenante è quasi contemporanea all'invenzione stessa del passo variabile, e risale quindi agli anni trenta.
Invece, l'idea di sfruttare parte della potenza del motore per abbreviare la corsa d'atterraggio degli aerei invertendo la direzione di eiezione dei gas di scarico risale ai primi anni di vita della propulsione a getto, già nel corso della seconda guerra mondiale. Nel 1942-43, in Inghilterra, fu sperimentata per la prima volta l'installazione a bordo di un bombardiere bimotore Vickers Wellington di un motore a reazione (uno dei primi costruiti da Frank Whittle) dotato di inversori di spinta.
Altre sperimentazioni inglesi con aerei come il Gloster Meteor e l'Hawker Hunter furono seguite negli anni cinquanta da prove analoghe portate avanti con successo negli Stati Uniti; qui, tra il 1955 e il 1960, vennero realizzati i primi aviogetti commerciali dotati di inversori di spinta compresi nell'equipaggiamento standard. Negli anni successivi l'adozione di questi dispositivi si è generalizzata, tanto nell'ambito civile che in quello militare.

## Incidenti correlati
L'11 febbraio del 1978 un Boeing 737-200, il volo Pacific Western Airlines 314, si schiantò durante un atterraggio abortito all'Aeroporto di Cranbrook. L'inversore di spinta di sinistra non funzionò a dovere durante la risalita e causò il rollio dell'aereo che si schiantò al suolo. Dei 5 membri dell'equipaggio e dei 44 passeggeri, solo 6 passeggeri e un assistente di volo si salvarono.
Il 9 febbraio 1982 Il volo Japan Airlines 350 atterrò 300 metri prima della pista al Tokyo Haneda Airport: la manovra scelta dal capitano mentalmente instabile, ovvero quella di usare solo due dei quattro motori del Douglas DC-8 in inversione di spinta, causò la morte di 24 passeggeri.
Il 29 agosto 1990 un Lockheed C-5 Galaxy (marche 68-0228) dell'USAF precipitò subito dopo il decollo dalla base aerea di Ramstein, in Germania, dopo aver subito l'improvvisa attivazione dell'inversore numero 1. 13 vittime e 4 sopravvissuti.
Il 26 maggio 1991 il volo Lauda Air 004, un Boeing 767, si schiantò in Thailandia dopo che l'inversore del motore numero 1 si attivò ad alta quota. 223 vittime.
Il 31 ottobre 1996 il volo TAM 402, un Fokker F100, si schiantò poco dopo il decollo dall'aeroporto di San Paolo Congonhas in Brasile a causa dell'attivazione dell'inversore numero 2. Vi furono 96 vittime sull'aereo e 3 a terra.
Il 25 luglio 2000 una striscia di titanio appartenente ad un inversore di spinta di un McDonnell Douglas DC-10 sbatté sulla gomma del carrello del Volo Air France 4590, un Concorde, causando una serie di eventi a catena che portarono alla morte di oltre 100 persone